# Nálepkovo
Nálepkovo (em alemão: Wagendrüssel; em húngaro: Merény) é um município da Eslováquia, situado no distrito de Gelnica, na região de Košice. Tem 55,65 km² de área e sua população em 2018 foi estimada em 3.450 habitantes.

## Demografia
| Ano:        | 1994 | 2004    | 2014    | 2024    |
| ----------- | ---- | ------- | ------- | ------- |
| Broj ljudi: | 2411 | 2786    | 3219    | 3861    |
| Razlika:    |      | +15,55% | +15,54% | +19,94% |

| Ano:               | 2023 | 2024   |
| ------------------ | ---- | ------ |
| Número de pessoas: | 3816 | 3861   |
| Diferença:         |      | +1,17% |